# Edward Bradford Pickett
Edward Bradford Pickett (* 1823 im Wilson County, Tennessee; † 26. Januar 1882 in Liberty, Texas) war ein US-amerikanischer Politiker. In den Jahren 1873 und 1874 war er kommissarischer Vizegouverneur des Bundesstaates Texas.

## Werdegang
Nach einem Jurastudium und seiner Zulassung als Rechtsanwalt begann Edward Pickett in diesem Beruf zu arbeiten. Während des Mexikanisch-Amerikanischen Krieges diente er in der US Army. Seit etwa 1851 lebte er im Liberty County in Texas, wo er als Anwalt praktizierte und als Farmer in der Landwirtschaft arbeitete. Gleichzeitig schlug er als Mitglied der Demokratischen Partei eine politische Laufbahn ein. Zu Beginn des Bürgerkrieges stellte er eine Kompanie auf. Er diente in den folgenden Jahren im Heer der Konföderation, in dem er es bis zum Oberstleutnant brachte. Zwischenzeitlich geriet er in Kriegsgefangenschaft, aus der er durch einen Gefangenenaustausch wieder freikam.
1869 wurde Pickett in den Senat von Texas gewählt. Im Jahr 1871 wurde er in diesem Mandat bestätigt. Seit 1873 war er als President Pro Tempore amtierender Senatspräsident. In dieser Eigenschaft musste er in den Jahren 1873 und 1874 auch das Amt des Vizegouverneurs kommissarisch übernehmen, das zu jener Zeit vakant war. Er war nach Donald Campbell, David Webster Flanagan und Albert Jennings Fountain bereits der dritte kommissarische Vizegouverneur in Folge. Seit dem Rücktritt von James W. Flanagan im Jahr 1870, der damals in den US-Senat wechselte, wurde das Amt bis zur regulären Wahl im Jahr 1874 kommissarisch vom jeweiligen President Pro Tempore des Staatssenats ausgeübt. Während seiner Zeit als Senator gehörte er dem Bildungsausschuss an. Im Jahr 1871 wurde die Texas A&M University gegründet, deren Vorstandsvorsitzender er zum Zeitpunkt seines Todes war. Im Jahr 1875 nahm Edward Pickett als Delegierter und Präsident an einem Verfassungskonvent seines Staates teil. Er starb am 26. Januar 1882 in Liberty.